# Crisis energética moldava
La crisis energética moldava se da a partir de 2022 en la República de Moldavia, y el estado no reconocido de Transnistria, como consecuencia del impacto de la invasión rusa de Ucrania. Es la crisis energética más grave de esta parte de Europa Oriental desde la desaparición de la RSS de Moldavia.

## Abastecimiento

### Posición rusa
En octubre de 2022, la empresa estatal rusa Gazprom anunció que reduciría sus envíos de gas a Moldavia en un 30 %, incluido Transnistria, un estado separatista no reconocido apoyado por Rusia e internacionalmente reconocido como parte de Moldavia. Esto provocó un fuerte déficit de gas en Transnistria que acarreó el cese de actividades de varias grandes empresas de la república prorrusa. Además, las autoridades de Tiráspol anunciaron que, debido a esta crisis del gas, la central eléctrica de Cuciurgan, que abastece el 70 % de las necesidades energéticas de Moldavia, controlada por el gobierno, reduciría su suministro de energía al 27 % de lo normal.

### Posición ucraniana y rumana
A principios de octubre, Ucrania cesó sus exportaciones de electricidad a Moldavia tras la destrucción de parte del sistema eléctrico ucraniano como resultado de una campaña de bombardeos masivos de la infraestructura civil y energética del país provocado por las Fuerzas Armadas de Rusia. El 24 de octubre, esto provocó un déficit eléctrico en el país. A continuación, la empresa estatal rumana Hidroeléctrica firmó un contrato con la empresa estatal moldava Energocom para el suministro de electricidad a Moldavia a precios considerablemente más bajos que los del mercado al contado en Rumania. Para que esto suceda, se requirieron cambios en la legislación rumana. Se cree que esto ha aumentado el apoyo entre la sociedad moldava para una posible unificación de Moldavia y Rumania.

## Consecuencias
Debido a la crisis energética, estallaron protestas contra el gobierno proeuropeo liderado por la presidenta de Moldavia, Maia Sandu, en busca de un acercamiento a Rusia para negociar un mejor acuerdo energético. Debido a esto, se ha formulado la hipótesis de que Rusia está utilizando la crisis energética de Moldavia para servir a sus intereses geopolíticos y para desestabilizar al gobierno pro-occidental en el poder.
El 10 de noviembre, durante una visita de la presidenta de la Comisión Europea, Ursula von der Leyen, a Moldavia, se anunció un paquete financiero de 250 millones de euros de la Unión Europea (UE) para ayudar a Moldavia a hacer frente a su crisis energética. De estos, 100 millones serían subvenciones, otros 100 millones serían préstamos y otros 50 millones estarían destinados a ayudar a los ciudadanos más vulnerables de Moldavia.
Algunas veces, partes de Moldavia quedaron a oscuras debido al bombardeo ruso de la infraestructura crítica de Ucrania.